# Tezlaw de Rügen

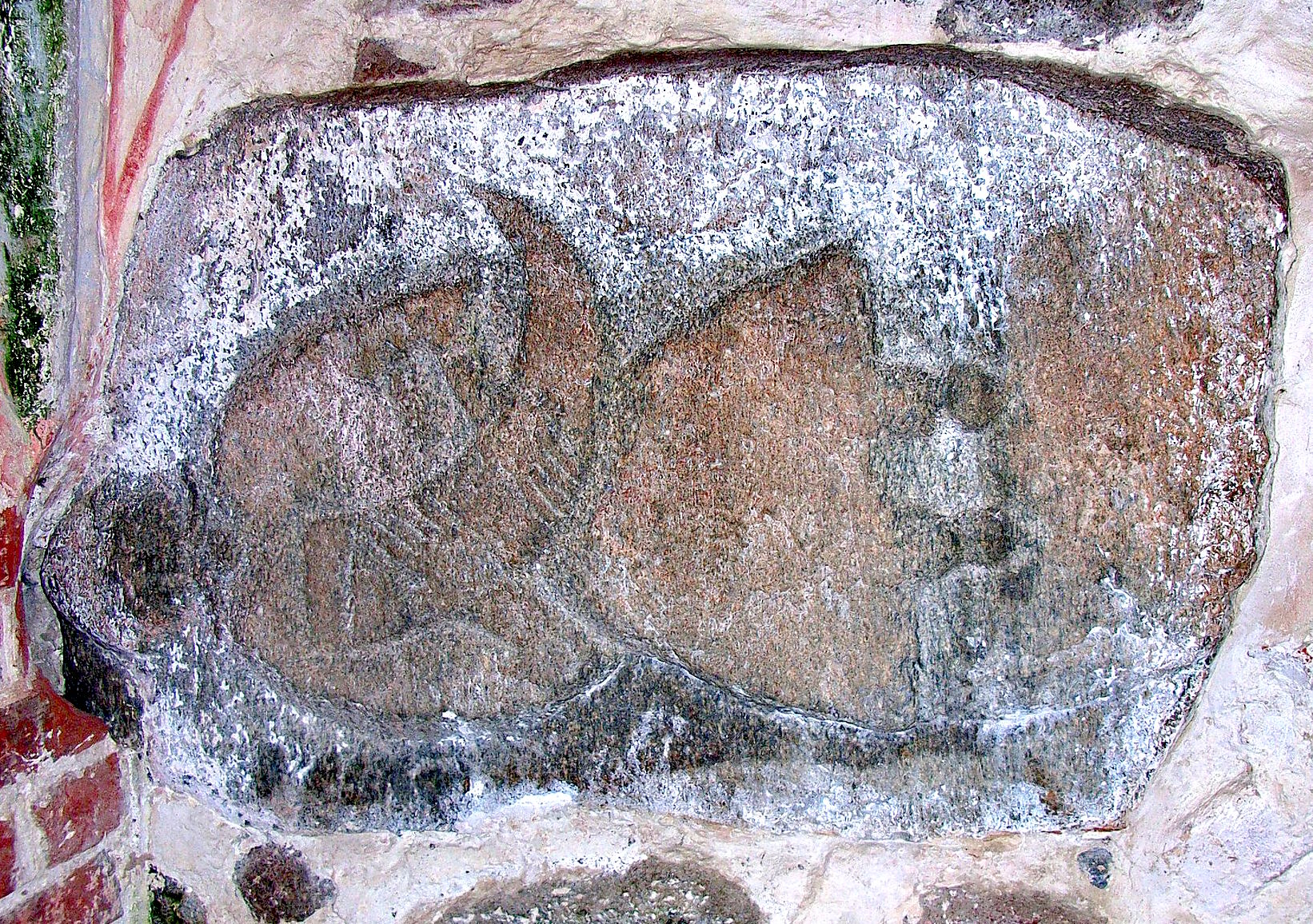
La pierre de Svantevit dans l'église d'Altenkirchen sur l'île de Rügen.

Tezlaw de Rügen, connu aussi sous les noms de Tezław, Tetzlaw et Tetislaw, est né avant l’an 1163 et est décédé entre 1170 et 1181. Il est prince de Rügen.
D’après le chroniqueur poméranien Thomas Kantzow (1505-1542), Tezlaw est le fils du roi des Ranen (ou Rugianie) Ratislaus de Rügen (1105-1140). Saxo Grammaticus nous rapporte en 1264 que le roi des Ranen a dû faire face à plusieurs attaques victorieuses de Valdemar Ier de Danemark et d’Henri le Lion. Tezlaw et son frère Jaromar ont dû reconnaitre à plusieurs reprises la suzeraineté des envahisseurs. Ainsi en 1162, les deux frères participent à l’expédition militaire de Valdemar contre la région de Wolgast. En 1163, ils sont invités par Henri le Lion à l’inauguration de la cathédrale de Lübeck. En 1168, Valdemar Ier et l’évêque Absalon soumettent définitivement Rügen qui devient un fief danois. Tezlaw et Jaromir rendent un hommage de vassalité à Valdemar et se convertissent au christianisme. Tezlaw porte le titre de prince de Rügen. En tant que vassal, il participe aux expéditions militaires danoises contre la Poméranie, notamment contre Szczecin en 1170.
Le nom de Tezlaw est mentionné pour la dernière fois dans les sources écrites en 1170. En 1181, un document donne le titre de prince de Rügen à son frère Jaromar qui lui a succédé.